# Yosemite Creek Bridge
Ne doit pas être confondu avec Yosemite Creek Footbridge.
Le Yosemite Creek Bridge est un pont dans le comté de Mariposa, en Californie, dans le sud-ouest des États-Unis. Construit en 1922, ce pont en arc en béton recouvert de granit local franchit la Yosemite Creek dans la vallée de Yosemite, au cœur du parc national de Yosemite. Long d'environ 15,8 mètres, ce pont routier est une propriété contributrice au district historique dit « Yosemite Valley Bridges », lequel est inscrit au Registre national des lieux historiques depuis le 25 novembre 1977. Il contribue également au district dit « Yosemite Valley » depuis sa création le 14 décembre 2006.